# Allée Henry-Dunant
L’allée Henry-Dunant est une voie privée du quartier de Plaisance du 14e arrondissement de Paris, commençant voie Léonie-Kastner et finissant en impasse.

## Origine du nom
Elle porte le nom de l'humaniste suisse et fondateur de la Croix-Rouge, Henry Dunant (1828-1910).
La Croix-Rouge française a voulu conserver une voie au nom du fondateur de la Croix-Rouge près de son siège qui se trouvait auparavant au no 1, place Henry-Dunant, dans le 8e arrondissement de Paris, qui prit le nom de place Paul-Émile-Victor en 2008.

## Historique

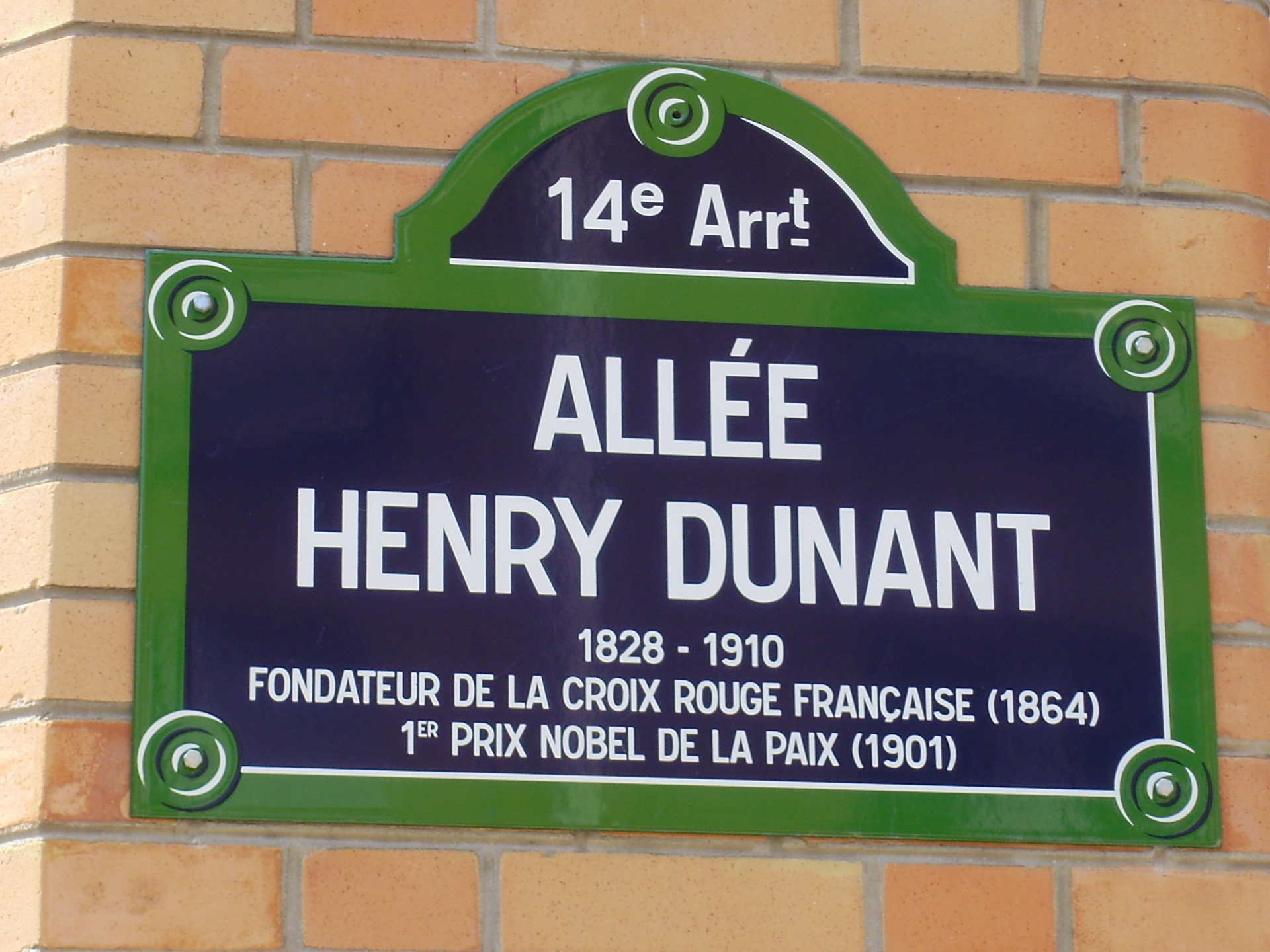
Plaque de l'allée.

Cette voie privée porte depuis un décret municipal du 7 décembre 2007 le nom d'« allée Henry-Dunant ».
C'est le site de l'ancien hôpital Broussais, devenu siège de la Croix-Rouge française.